# Yves Fromion
Yves Fromion (* 15. September 1941 in Vorly, Département Cher) ist ein französischer Politiker. Er ist seit 1997 Abgeordneter der Nationalversammlung.
Nach seinem Schulabschluss besuchte Fromion von 1961 bis 1963 die Militärschule Saint-Cyr. Danach war er ein Jahr lang an der Kavallerieschule in Saumur. Nachdem er dort abgeschlossen hatte, war er bis 1973 Helikopterpilot in der Aviation légère de l’armée de terre. Indem er 1973 Angestellter des französischen Verteidigungsministeriums wurde, wechselte er in die Administration. 1976 stieg er erneut ins aktive Militär und war Mitglied des 1er régiment de parachutistes d’infanterie de marine. Im Jahr 1978 wechselte er wieder in die Verwaltung und wurde Unterpräfekt im Département Yonne. Zwei Jahre später wurde er zum Chefberater des Polizeipräfekten in Paris. Später arbeitete er für den Pariser Bürgermeister Jacques Chirac. 1983 wurde er zum stellvertretenden Bürgermeister von Charny gewählt. Bei den Regionalwahlen 1986 wurde er zudem in den Regionalrat der Region Centre gewählt. 1989 wurde er zum Bürgermeister von Aubigny-sur-Nère. Bei den Parlamentswahlen 1997 zog er im ersten Wahlkreis des Départements Cher für die Gaullisten in die Nationalversammlung ein. 2002, 2007 und 2012 wurde er wiedergewählt. Ab 2002 gehörte er der UMP an.